# Plácačka na mouchy

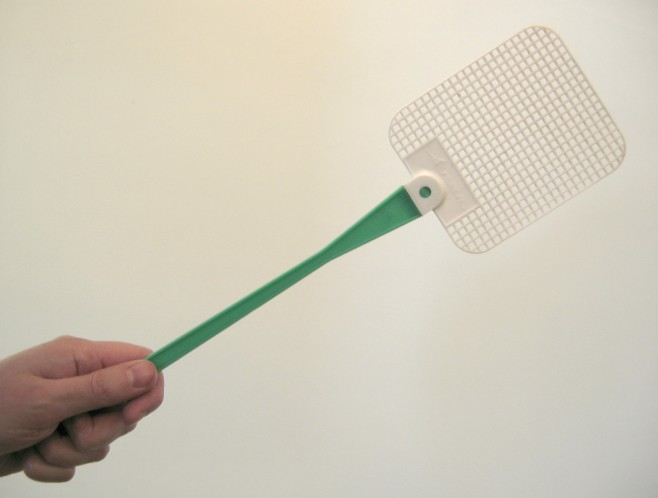
Plácačka na mouchy

Plácačka na mouchy je ruční nástroj určený k zabíjení much a jiného obtížného hmyzu. Obvykle se skládá z lehkého plátu obdélníkového či jiného tvaru připevněného k rukojeti. Plát obsahuje otvory, které jsou nutné ke snížení odporu vzduchu, rukojeť je naopak nutná k vytvoření efektu páky, zvýšení rychlosti konce plácačky a tím pádem znemožnění mouše uniknout. Kromě klasických plácaček existují i jiné typy, např. moderní elektrické plácačky.